# Barfleur
Barfleur (exoniem: Berchvliet) is een Franse havenplaats aan het Het Kanaal, in het  departement Manche (regio Normandië). De plaats telde op 1 januari 2022 545 inwoners. Barfleur maakt deel uit van het arrondissement Cherbourg. De plaats is lid van Les Plus Beaux Villages de France.

## Geschiedenis
Reeds in de 6e eeuw was er een kapel in Barfleur gewijd aan de lokale heilige Romphaire. In de middeleeuwen nam de haven van Barfleur een belangrijke positie in voor het scheepvaartverkeer naar Engeland. In de 11e en 12e eeuw was het een van de belangrijkste havens van het hertogdom Normandië en de belangrijkste vissershaven. Er was ook een scheepswerf, waar onder andere de Mora werd gebouwd, het schip waarmee Willem de Veroveraar het Kanaal overstak in 1066. Op 25 november 1120 zonk even buiten de haven het Witte schip. Daarbij verdronk prins Willem, de enige wettige zoon van Hendrik I van Engeland. Nadien is de oude haven en een deel van het oude stadje verzonken in de zee.
Op 29 mei 1692 vond voor de kust het eerste deel van de  zeeslagen bij Barfleur en La Hougue plaats, tussen Frankrijk en een Nederlands-Engelse coalitie.
In 1865 werd in Barfleur het eerste kustreddingsstation van Frankrijk geopend, uitgebaat door de Société centrale de sauvetage des naufragés (SCSN, het latere SNSM). In de 19e en 20e eeuw trok Barfleur kunstenaars aan. Jules Renard schreef er in 1892 zijn roman L'Écornifleur en Paul Signac verbleef er 's zomers tussen 1932 en 1935.

## Geografie
De oppervlakte van Barfleur bedroeg op 1 januari 2022 0,6 vierkante kilometer; de bevolkingsdichtheid was toen 908,3 inwoners per km².

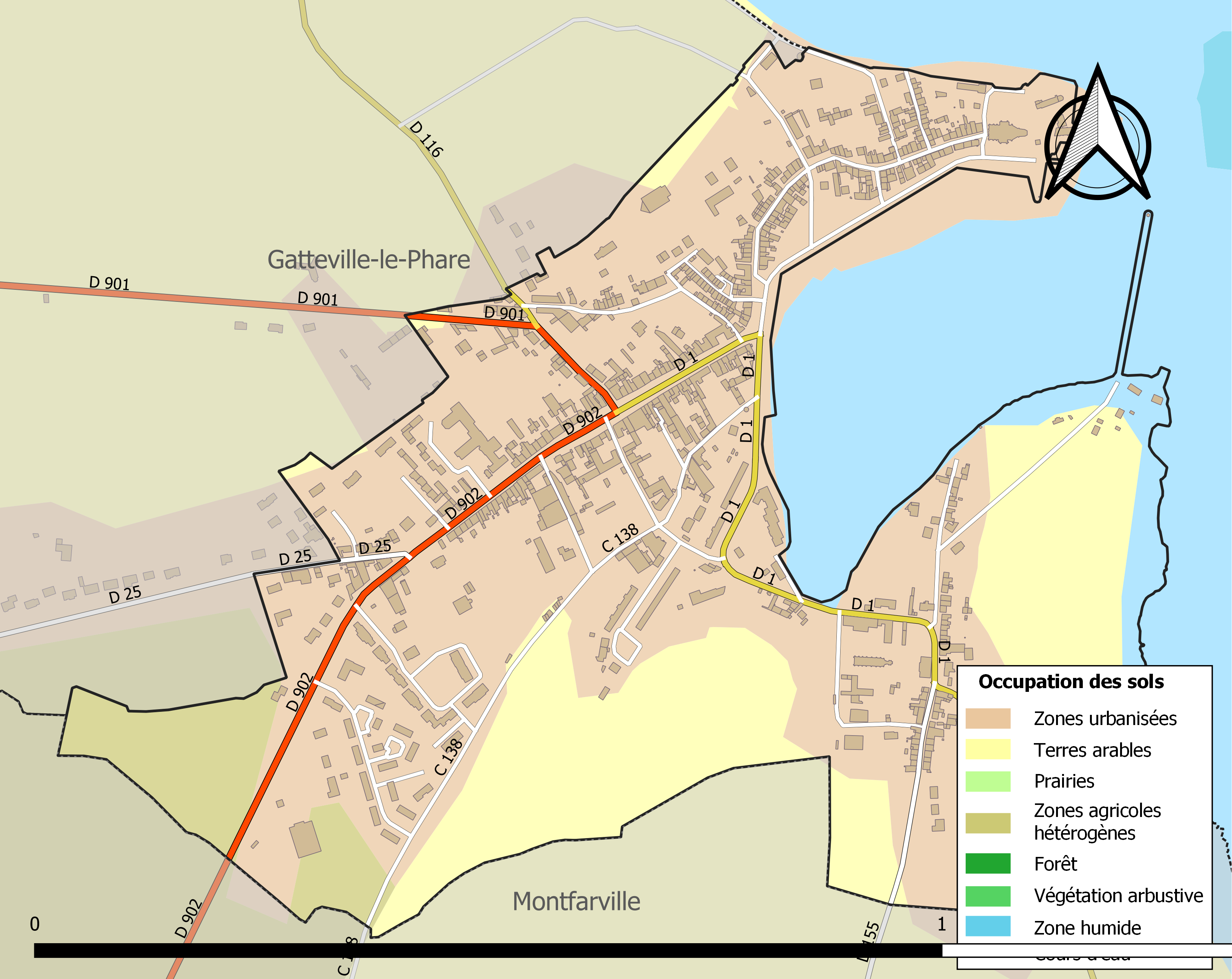
Kaart van de gemeente met de belangrijkste infrastructuur, bodemgebruik en omliggende gemeenten

## Demografie
Onderstaande figuur toont het verloop van het inwonertal (bron: INSEE-tellingen).

## Bezienswaardigheden
De Saint-Nicolaskerk werd gebouwd tussen de 17e en de 19e eeuw. De kerk gaat terug op een 11e-eeuwse romaanse kerk, die op haar beurt werd gebouwd op de plaats van de 6e-eeuwse kapel. Het interieur van de kerk is versierd met ex voto's. Achteraan het gemeentehuis bevindt zich het voormalige augustijnenklooster uit 1739.

## Geboren
- Marie-Madeleine Postel (1756-1846), ordestichtster en katholieke heilige